# Нельсон, Леонард
Леона́рд Не́льсон (нем. Leonard Nelson; 11 июля 1882, Берлин — 29 октября 1927, Гёттинген) — немецкий философ и психолог, глава психологического течения в неокантианстве, последователь Якоба Фриза, основатель неофризской школы в неокантианстве. Соучредитель Интернационального социалистического союза борьбы, сторонник единого фронта левых против фашизма. Нельсон доказывал невозможность общей теории познания.

## Сочинения
- Gesammelte Schriften. — Bd 1-9. — Hamburg, 1970.
- Невозможность теории познания // Новые идеи в философии. — Вып. 5. — СПб., 1913.